# Wet van Moore

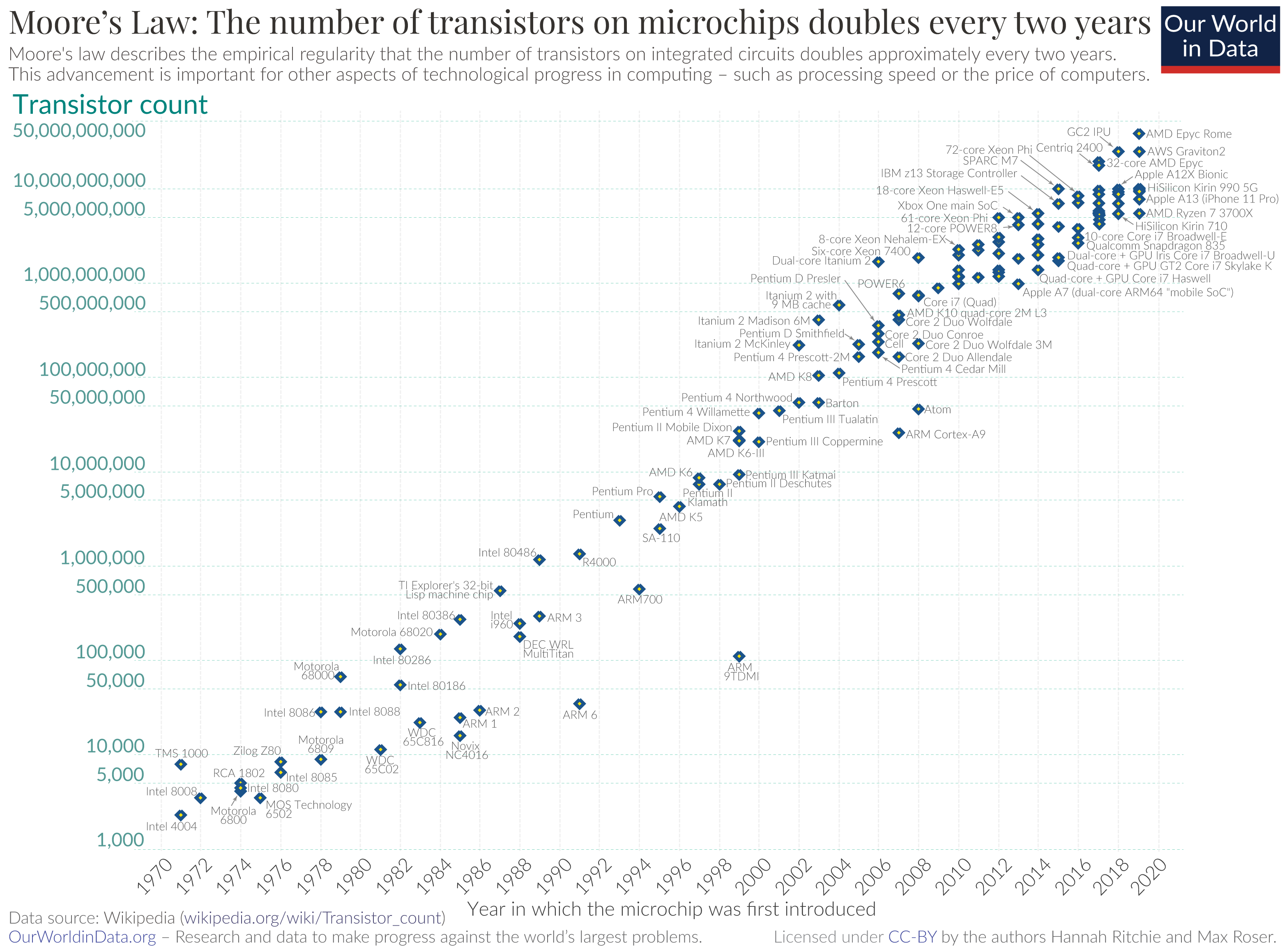
Een enkellogaritmische weergave van het aantal transistors voor microprocessors voor verschillende introductiedata.

De wet van Moore stelt dat het aantal transistors in een geïntegreerde schakeling door de technologische vooruitgang elke twee jaar verdubbelt.

## Geschiedenis
De voorspelling werd in 1965 gedaan door Gordon Moore, een van de oprichters van chipfabrikant Intel. De wet gold nog tot 2011, maar deskundigen houden er rekening mee dat deze vooruitgang binnenkort langzamer zal gaan verlopen. De oorzaak daarvan is dat de steeds verder doorgevoerde miniaturisatie niet langer alleen afhankelijk is van technologische vooruitgang, maar ook gehinderd wordt door fundamentele fysische barrières.
Toen Moore de voorspelling in 1965 deed ging hij nog uit van een verdubbeling per 12 maanden. In 1975 stelde hij de voorspelling bij en zei ervan uit te gaan dat het groeitempo zou afnemen tot een verdubbeling per 24 maanden.
De oorspronkelijke voorspelling ging over de dichtheid van de transistors, maar later is zij op dit punt bijgesteld.

## Snelheid
Soms wordt de wet geldend geacht voor de kloksnelheden, maar dat is een misverstand. Miniaturisering geeft weliswaar kleinere transitietijden, maar niet in de mate van deze wet. Anno 2006 lijkt de groei van de kloksnelheid van de chips te stagneren en anno 2014 ligt de hoogste kloksnelheid bij 5 GHz (AMD FX-9590 op turbofrequentie). Als oplossing daarvoor plaatsen de chipfabrikanten meerdere processoren (ook wel cores genoemd) op een chip. Multi-cores worden in grote mate in computers gebruikt, en er zijn zelfs chips met 80 floating-pointcores. Deze parallellisatie kan echter alleen goed benut worden als de software hierop is aangepast met technieken als multithreading, SOA. Zo krijgt de wet van Moore een grotere houdbaarheidstermijn.

## Toekomst
Eind 2006 kondigde de toen gepensioneerde Gordon Moore aan dat zijn wet niet eeuwig geldend zou zijn. Er worden inmiddels limieten bereikt die niet overschreden kunnen worden. Alternatieven zoals nanotechnologie zouden de elektronica kunnen vervangen, maar Moore ziet een aantal bezwaren. Deels omdat het formaat van geminiaturiseerde schakelingen al op dezelfde schaal is, maar ook omdat elektronica een gigantische industrietak is: Die vervang je niet zomaar. De Amerikaanse econoom Robert Gordon gaat nog een stap verder in zijn kritiek. Omdat het technologisch onmogelijk is om computerchips te verbeteren in hetzelfde tempo als de laatste decennia is de Wet van Moore volgens hem in feite niet langer meer van toepassing. Gordon baseert zich hiervoor op een artikel van The Economist van april 2015 en de bevindingen van steeds meer informatici en ICT-bedrijven.
Naast verdere miniaturisering van de transistoren is de toename van de functionaliteit van geïntegreerde schakelingen een belangrijke ontwikkeling binnen de micro-elektronica. Naast digitale functies (rekenkracht, gegevensopslag) worden ook analoge functies (sensors en actuatoren, antennes voor draadloze communicatie, batterijen, enz.) in de chip ingebouwd. Deze trend, die in feite een uitbreiding vormt van de Wet van Moore, staat bekend als More than Moore.

## Tijdschrift
Een exemplaar van het tijdschrift Electronics uit april 1965, waarin Moore de fundamenten legde voor deze wet, werd in april 2005 (40 jaar na dato) door Intel voor $ 10.000,00 gekocht van de Britse eigenaar David Clark. Intel bleek zelf niet over een goed exemplaar van het blad te beschikken en plaatste daarom een advertentie op eBay om een exemplaar in goede staat te bemachtigen.